# Crambus neurellus
Crambus neurellus là một loài bướm đêm trong họ Crambidae.